# Jarosław Wieczorek
Jarosław Wiesław Wieczorek (ur. 27 stycznia 1981 w Gliwicach) – polski polityk, przedsiębiorca i samorządowiec, w latach 2015–2023 wojewoda śląski, poseł na Sejm X kadencji.

## Życiorys
Ukończył studia na kierunku politologia na Wydziale Nauk Społecznych Uniwersytetu Śląskiego. Prowadził własną działalność gospodarczą w ramach spółki prawa handlowego. Zaangażował się w działalność polityczną, przystępując do Prawa i Sprawiedliwości. W 2006 po raz pierwszy został wybrany na radnego Gliwic. Ponownie mandat radnego miejskiego uzyskiwał wyborach w 2010 i w 2014. Powołany w skład zarządu Górnośląskiego Związku Metropolitalnego. W 2014 ubiegał się bez powodzenia także o funkcję prezydenta Gliwic.
8 grudnia 2015 objął stanowisko wojewody śląskiego. W wyborach w 2023 uzyskał mandat posła X kadencji, otrzymując w okręgu gliwickim 23 451 głosów. W konsekwencji 2 listopada tego samego roku przestał pełnić funkcję wojewody. W listopadzie 2023 powołany na stanowisko przewodniczącego zarządu wojewódzkiego Prawa i Sprawiedliwości w województwie śląskim. W 2024 z ramienia PiS wystartował w wyborach do Parlamentu Europejskiego z okręgu nr 11.